# Limon
 Limon  es una población y comuna francesa, situada en la región de Borgoña, departamento de Nièvre, en el distrito de Nevers y cantón de Saint-Benin-d'Azy.

## Demografía
| 352 | 370 | 258 | 330 | 379 | 355 | 395 | 376 | 378 | 387 | 407 | 375 | 333 | 339 | 348 | 321 | 317 | 269 | 242 | 222 | 161 | 181 | 170 | 168 | 176 | 190 | 188 | 177 | 176 | 161 | 146 | 168 |
| Para los censos de 1962 a 1999 la población legal corresponde a la población sin duplicidades (Fuente: INSEE [Consultar]) |     |     |     |     |     |     |     |     |     |     |     |     |     |     |     |     |     |     |     |     |     |     |     |     |     |     |     |     |     |     |     |